# Iryna Leuszyna
Iryna Alehauna Leuszyna (biał. Ірына Алегаўна Леўшына) – białoruska dziennikarka i więzień polityczny. Redaktor naczelna prywatnej agencji prasowej BiełaPAN.

## Życiorys
Pracowała dorywczo w gazetach Sczastliwyj słuczaj i Respublika. Ponieważ miała male dziecko nie mogła znaleźć stałej pracy. Z agencją BiełaPAN związała się w 1992 roku. Jako redaktor naczelna agencji przejęła obowiązki od Alaksandra Lipaja, który w 1991 roku był jej założycielem.
9 sierpnia 2018 roku została zatrzymana na 48 godzin w związku z oskarżeniem o nielegalne wykorzystanie informacji z państwowej agencji prasowej BelTA. Komitet śledczy zarzucił dziennikarzom nielegalne korzystanie z płatnych informacji agencji BelTA i narażenie jej na straty w wysokości od 3–7 000 rubli. Apel o ich uwolnienie wystosowały Unia Europejska, Rada Europy, OBWE oraz Reporterzy bez Granic. Pod koniec sierpnia 2018 roku otrzymała zakaz opuszczania kraju. 29 listopada 2018 roku Komitet śledczy wycofał oskarżenie, ale Leuszyna zapłaciła agencji za straty odszkodowanie w wysokości 12 000 rubli oraz grzywnę w wysokości 735 rubli. W listopadzie 2018 roku została nominowana razem z Taccianą Karawiankową z BiełaPAN i Alaksandrem Tamkowіczem z Swabodnyja nawіny do przyznawanej od 2008 roku nagrody obrońców praw człowieka (Nacyjanalnaja premіia biełaruskіch prawaabaroncaw).
18 sierpnia 2021 roku siły reżimu Łukaszenki przeszukały redakcję BiełaPAN i mieszkania dziennikarzy, skonfiskowały sprzęt i zatrzymały kilku pracowników, łącznie z Leuszyną. Leuszyna została aresztowana w ramach sprawy karnej na podstawie art. 342 Kodeksu Karnego Republiki Białoruś („Organizacja lub aktywny udział w akcjach rażąco naruszających porządek publiczny”). 19 sierpnia 2021 roku dziesięć organizacji, między innymi: Centrum Obrony Praw Człowieka Wiosna, Białoruskie Stowarzyszenie Dziennikarzy, Białoruski Komitet Helsiński, uznały ją za więźnia politycznego.
6 października 2022 r. Sąd Okręgowy w Mińsku skazał dziennikarkę na 4 lata więzienia.

## Nagrody
- W 2018 roku otrzymała tytuł Dziennikarki roku w ramach przyznawanych corocznie nagród obrońców praw człowieka na Białorusi. W uzasadnieniu podano, że dba aby problem praw człowieka na Białorusi nie zniknął z przestrzeni informacyjnej[15].